# 汉斯·洛伊特内格
汉斯·洛伊特内格（德語：Hans Leutenegger，1940年1月16日—），瑞士男子雪车运动员。他曾代表瑞士参加1972年冬季奥林匹克运动会雪车比赛，联同让·维基、埃迪·胡巴赫尔和维尔纳·卡米歇尔获得男子四人金牌。